# Iława (plaats)
Iława uitspraakⓘ (Duits: Deutsch Eylau) is een stad in het Poolse woiwodschap Ermland-Mazurië, gelegen in het district Iława in het voormalige West-Pruisen. De oppervlakte bedraagt 21,88 km², het inwonertal 33.132 (2017). Iława ligt aan het langste meer van Polen, Jeziorak, en is in trek bij watersporters.

## Geschiedenis

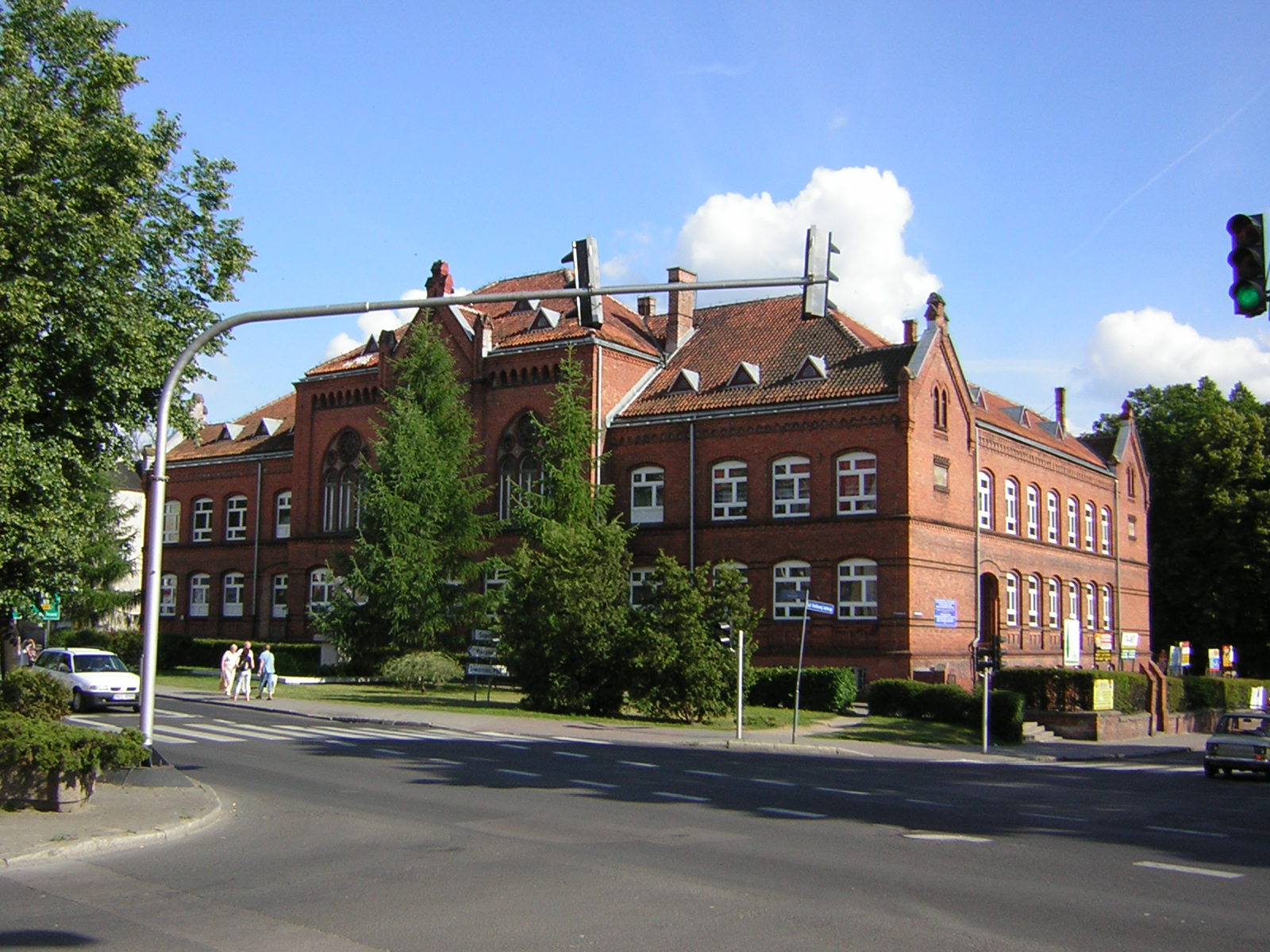
Iława

De stad was oorspronkelijk  als "Ylavia" als een nederzetting van de Pruzzen. Hun dorp werd in 1305 bezet en versterkt door de Duitse Orde. Al vrij snel kreeg het dorp stadsrechten en de Duitse naam voor Ylavia werd Ylaw of Ylau. Vanaf de vijftiende eeuw werd de naam Deutsch Eylau aangenomen ter onderscheiding van soortgelijke benamingen. In de 14de eeuw bouwde en bemande de Orde een burcht en richtte zij een tol in die de plaats een stapelfunctie en inkomsten bezorgden. Tijdens de Dertienjarige Oorlog (1454-1466) sloot Eylau zich bij de Pruisische Bond aan, een verbond van steden die zich tegen de Duitse Orde keerden en dat de hulp van Polen inriepen. In 1457 verkochten Boheemse huurlingen die voor de Orde de stad hadden bezet haar aan Polen omdat ze geen loon gekregen hadden. Poolse troepen bezetten de stad maar werden na enkele maanden verdreven. Ten tijde van de Ruiteroorlog (1519-1521) werd de stad opnieuw door Polen veroverd maar werd na enkele dagen weer bevrijd door de Duitse Orde. Na de secularisering van de Duitse Orde en de overgang tot het lutherse geloof was de stad opgenomen in het Hertogdom Pruisen. Onder het Pruisische gezag kende de stad zijn grootste bloei. In 1706 verwoestte een brand een groot deel van de stad, waaronder het stadhuis en het ziekenhuis. De grote  pestepidemie van 1709-1711 liet de stad niet ongemoeid. Een echte heropbouw kwam er vanaf 1719 toen Deutsch Eylau tot  Pruisische garnizoensstad verheven werd. Tijdens de Zevenjarige Oorlog werd de stad van 1758 tot 1762 door Russische troepen bezet. Rond het jaar 1800 waren er ca. 1.500 inwoners.
De stad behoorde na de scheiding van Pruisen in twee provincies bij West-Pruisen en werd vanaf 1815 ingedeeld in het district Rosenberg in Westpreußen. In 1860 kreeg de stad een verbinding met het Oberländische Kanal waardoor er scheepvaart verbinding mogelijk was met Elbing en de Oostzee. In 1872 volgde een aansluiting op de spoorlijn van de 'Preussische Staatsbahn' Thorn-Allenstein. Aan het begin van de 20ste eeuw vestigden zich een aantal fabrieken in de stad. Met de opening van verdere spoorlijnen naar Marienburg (1877) en Strasburg in Westpreußen (1902) werd de stad een echt knooppunt. In 1890 had ze 5.701 inwoners, daarvan waren er 902 katholiek en 134 joods. In 1920 was de bevolking in getal verdubbeld.

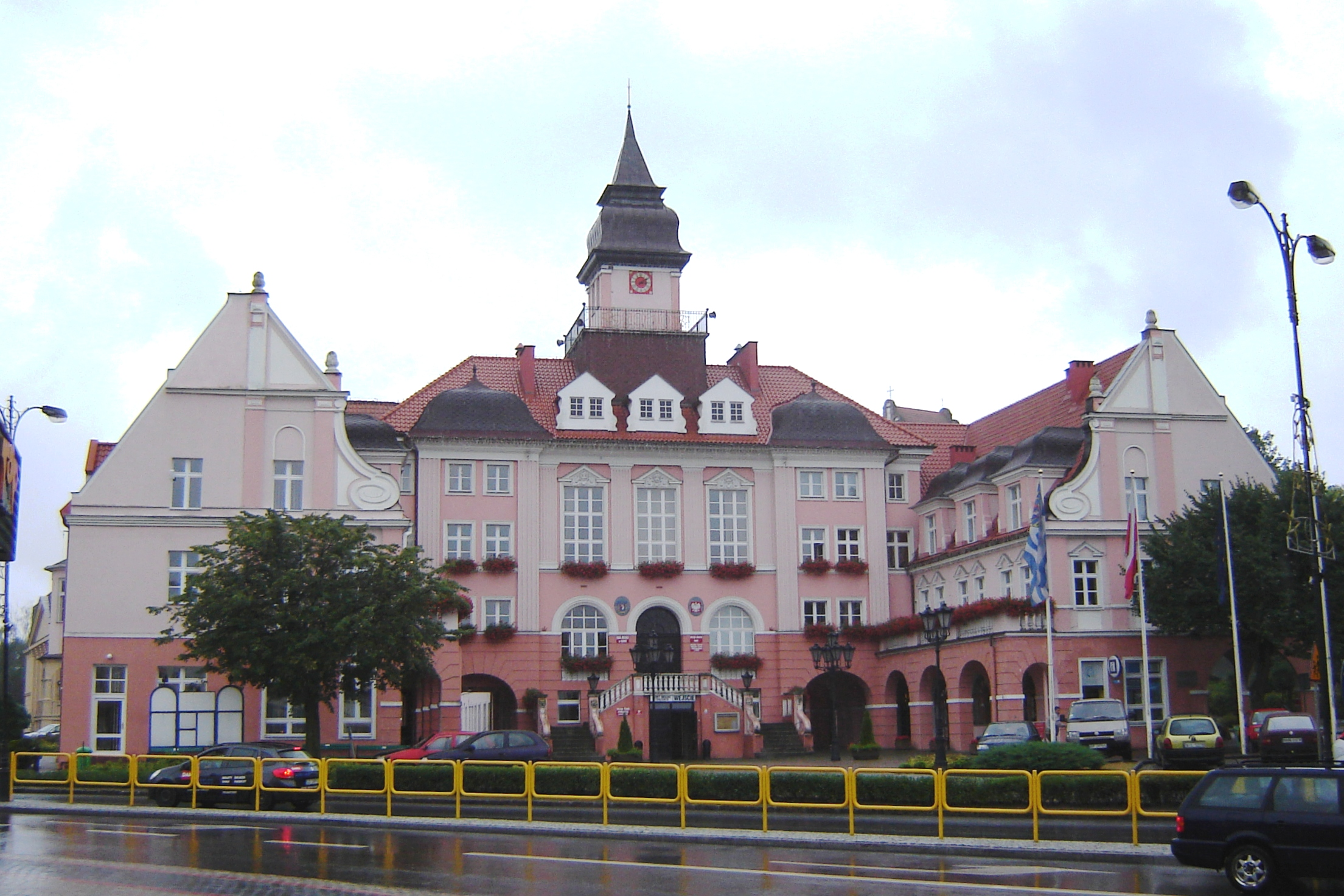
Stadhuis

Na de Eerste Wereldoorlog  in het Verdrag van Versailles werd besloten dat in de randgebieden van Oost-Pruisen en West-Pruisen de bevolking moest kiezen of ze bij het Duitse Rijk wilden blijven dan wel opgenomen wilden worden in de nieuwe Poolse Republiek. Op 11 juli 1920 werd een referendum gehouden waarin 95,3% zich uitsprak voor Duitsland en ook in de stad Deutsch Eylau was het aantal Poolse stemmen zeer gering. Omdat het grootste deel van West-Pruisen bij Polen werd gevoegd (zie Poolse corridor), kwam Deutsch Eylau bij de Duitse provincie Oost-Pruisen. Net voor het uitbreken van de Tweede Wereldoorlog in 1939 telde de stad 12.772 inwoners. 81% daarvan was luthers, joden waren er in deze tijd niet meer. Vanwege zijn belangrijke ligging aan een spoorwegknooppunt werd een deel van de stad verwoest tijdens de oorlog. Op 23 januari 1945 werd de stad bezet door het Rode Leger en op 23 mei 1945 overgedragen aan Polen, en toen omgedoopt in Iława. De bevolking was gevlucht en de achterblijvers werden verjaagd. In 1943 woonden er 14.000, eind 1945 nog slechts 1.138 mensen, voornamelijk Poolstalige katholieken. Zie verdrijving van Duitsers na de Tweede Wereldoorlog. De stad werd herbevolkt met Polen uit Oost-Polen, dat door Rusland geannexeerd was. De Poolse staat eigende zich de gebouwen toe. Langzaam werd het vooroorlogse inwonertal weer gehaald, maar al langer stagneert de bevolkingsgroei.

## Verkeer en vervoer
- Station Iława Główna (hoofdstation) ligt op een kruising de hogesnelheids spoorlijn van Gdańsk naar Warschau en van de spoorlijn Poznań naar Olsztyn. Op de hogesnelheidslijn is Iława de enige stop tussen Warschau en Gdańsk. Station Iława Miasto ligt aan de spoorlijn naar Gdańsk.
- In tegenstelling tot het hoge belang bij de spoorwegen ligt Iława niet aan een snelweg. Hoofdweg 16, een éénbaansweg met twee rijstroken, verbindt Grudziądz met Litouwen, via Olsztyn. De dichtstbijzijnde hoofdweg in noord-zuidrichting (Expresweg 7) ligt ruim 30 km verderop, bij Ostróda.

## Sport en recreatie
- Door deze plaats loopt de Europese wandelroute E11. De E11 loopt van Den Haag naar het oosten, op dit moment de grens Polen/Litouwen. Ter plaatse komt de route van zuiden langs de meren vanuit Gryźliny en Radomno, loopt langs het station en door het centrum, en vervolgt noordwaarts langs het Jeziorakmeer en verder oostwaarts naar Frednowy.

## Geboren
- Helmuth Stieff (1901-1944), Duits generaal en deelnemer aan het verzet en de aanslag op Hitler van juni 1944

Stadsdistricten:
Elbląg · Olsztyn

Districten:
Bartoszyce · Braniewo · Działdowo · Elbląg · Ełk · Giżycko · Gołdap · Iława · Kętrzyn · Lidzbark Warmiński · Mrągowo · Nidzica · Nowe Miasto Lubawskie · Olecko · Olsztyn · Ostróda · Pisz · Szczytno · Węgorzewo

Grootste steden:
Bartoszyce · Działdowo · Elbląg · Ełk · Iława · Giżycko · Kętrzyn · Mrągowo · Ostróda · Olsztyn · Szczytno